# Prisoners (The Vapors)
Prisoners è un singolo del gruppo musicale inglese The Vapors, pubblicato nel 1979 dalla United Artists Records.

## Il disco
È il primo singolo della band, e sul lato b si trova Sunstroke, canzone inedita inserita nella ristampa di New Clear Days su etichetta Captain Oi! del 2000.

## Tracce

### Lato A
Testi e musiche di David Fenton, Edward Bazalgette.
1. Prisoners – 2:53

### Lato B
1. Sunstroke (live) – 1:57

## Formazione
- David Fenton- cantante, chitarrista
- Steve Smith - basso e cori
- Ed Bazalgette - chitarra
- Howard Smith - batteria